# Tri-nations maghrébin 2017
Navigation
Tri-nations 2016
La Tri-nations maghrébin 2017 est une compétition organisée par Rugby Afrique qui oppose les trois nations maghrébines. Avec l'accord de World Rugby, la deuxième édition du Tri-nations se déroule du 17 au 23 décembre 2017 à Oujda au Maroc. Cette compétition est alors organisée par la Fédération royale marocaine de rugby et Rugby Afrique au Stade municipal d'Oujda.

## Équipes engagées
Trois équipes sont engagées :
- Algérie (nc :  l'équipe d'Algérie n'est pas encore classée par World Rugby)
- Maroc (43e)
- Tunisie (40e)

## Détail de la compétition

### Détails des résultats
| 17 décembre 2017 14:30 WET | Maroc | 17 - 16 (8 - 6) | Tunisie | Stade municipal d'Oujda, Oujda Arbitre : |
| 17 décembre 2017 14:30 WET | Essai(s) : Mehdi Benyachou 16e · Transformation(s) : Chakir Hmidouche (0/1) · Pénalité(s) : Chakir Hmidouche (4/4) (12e, 47e, 70e, 80+2e) · |                 | Essai(s) : N°9 ? 79e · Transformation(s) : Chamseddine Khalifa (1/1) (80e) · Pénalité(s) : Chamseddine Khalifa (3/3) (2e, 14e, 50e) · | Stade municipal d'Oujda, Oujda Arbitre : |
| 17 décembre 2017 14:30 WET | |                 | | Stade municipal d'Oujda, Oujda Arbitre : |

| 20 décembre 2017 14:30 WET | Algérie | 36 - 13 (17 - 3) | Tunisie | Stade municipal d'Oujda, Oujda environ 300 spectateurs Arbitre : Sylvain Mane |
| 20 décembre 2017 14:30 WET | Essai(s) : Chouchane ?e · Bouhraoua ?e · Cardon 46e · Youcef 60e · Ouchene 65e · Transformation(s) : Saby (3/3) (?e, ?e, 47e) · Bensalla (1/2) (61e) · Pénalité(s) : Saby (1/1) (?e) · |                  | Essai(s) : ? 43e · ? 80+5e · Transformation(s) : Chamseddine Khalifa (0/2) · Pénalité(s) : Chamseddine Khalifa (1/1) (?e) · | Stade municipal d'Oujda, Oujda environ 300 spectateurs Arbitre : Sylvain Mane |
| 20 décembre 2017 14:30 WET | |                  | | Stade municipal d'Oujda, Oujda environ 300 spectateurs Arbitre : Sylvain Mane |

| 23 décembre 2017 14:30 WET | Maroc | 20-13 (3 - 6) | Algérie | Stade municipal d'Oujda, Oujda environ 1 500 spectateurs Arbitre : |
| 23 décembre 2017 14:30 WET | Essai(s) : Chouaib Hannouf 45e · ? 78e · Transformation(s) : Chakir Hmidouche (2/2) (46e, 79e) · Pénalité(s) : Chakir Hmidouche (2/5) (10e, 42e) · |               | Essai(s) : Djebbari 80+5e · Transformation(s) : Yoan Saby (1/1) (80+6e) · Drop(s) : Bensalla (2/2) (30e, 35e) · | Stade municipal d'Oujda, Oujda environ 1 500 spectateurs Arbitre : |
| 23 décembre 2017 14:30 WET | |               | | Stade municipal d'Oujda, Oujda environ 1 500 spectateurs Arbitre : |

### Classement
| Rang | Nation  | J | V | N | D | Bo | Bd | Pm | Pe | Diff | Pts |
| ---- | ------- | - | - | - | - | -- | -- | -- | -- | ---- | --- |
| 1    | Maroc   | 2 | 2 | 0 | 0 | 0  | 0  | 37 | 29 | +8   | 8   |
| 2    | Algérie | 2 | 1 | 0 | 1 | 1  | 1  | 49 | 33 | +16  | 6   |
| 3    | Tunisie | 2 | 0 | 0 | 2 | 0  | 1  | 29 | 53 | -24  | 1   |

|  | Vainqueur du tournoi |

## Effectifs des sélections

### Algérie
| Entraîneur | Entraîneur             | Boumedienne Allam                                                          |
| Avants     | Pilier                 | 1 Nasser Benamor , 3 Mehdi Merabet, 18 Thomas Mamou, 23 Rudy Rezkallah     |
| Avants     | Talonneur              | 2 Issam Hamel, 16 Sofian Youcef                                            |
| Avants     | Deuxième ligne         | 4 Rabah Abdelkader, 5 Yakine Djebbari, 20 Abdel Mezdour, ? David Medjebeur |
| Avants     | Troisième ligne aile   | 6 Frédéric Medves, 7 Jonathan Best, 21 Samir Doukbi                        |
| Avants     | Troisième ligne centre | 8 Rémi Cardon                                                              |
| Arrières   | Demi de mêlée          | 9 Brahim Bouhraoua, 19 Béranger Saieb                                      |
| Arrières   | Demi d'ouverture       | 10 Yoan Saby, 22 Johan Bensalla                                            |
| Arrières   | Centre                 | 12 Mohamed Belguidoum, 13 Maxim Meneghini, 17 Vincent Houari               |
| Arrières   | Ailier                 | 11 Lou Bouhraoua, 14 Yazid Chouchane, ? Rayan Ouadah                       |
| Arrières   | Arrière                | 15 Djamel Ouchene                                                          |

### Maroc
| Entraîneur |                        |                                                                             |
| Avants     | Pilier                 | 1 Mehdi Ahaouche, 3 Mohammed Loukia, 18 Sofiane Said, ? Mouhcine Ouali      |
| Avants     | Talonneur              | 2 Mehdi Benyachou, ? Achraf Boutati                                         |
| Avants     | Deuxième ligne         | 4 Mohammed Lahlali, 5 Rami Laadila, ? Hamed Moussaoui, ? Abdelali Boujouala |
| Avants     | Troisième ligne aile   | ? Amin Boukanoucha, , ? Jawad Gueddourri, ? Salim Boukanoucha               |
| Avants     | Troisième ligne centre | 8 Hocine Arabat                                                             |
| Arrières   | Demi de mêlée          | 9 Ismael Nassik, ? Chouaib Hannouf                                          |
| Arrières   | Demi d'ouverture       | 10 Chakir Hmidouch, ? Yann Rousseau                                         |
| Arrières   | Centre                 | 12 Bryan Brichet                                                            |
| Arrières   | Ailier                 | ? Fahd Rguibi Idrissi                                                       |
| Arrières   | Arrière                | 15 Soheyl Jouadat                                                           |

### Tunisie
| Entraîneur |                        |                                                                                                  |
| Avants     | Pilier                 | 1 Achraf Ben Hamouda, 3 Chahir Aouadi, ? Mohamed Mlis, ? Mohamed Chargui, ? Yassine Ben Abdallah |
| Avants     | Talonneur              | 2 Salem Khanfous                                                                                 |
| Avants     | Deuxième ligne         | ? Nasser Letaïef,                                                                                |
| Avants     | Troisième ligne aile   |                                                                                                  |
| Avants     | Troisième ligne centre |                                                                                                  |
| Arrières   | Demi de mêlée          |                                                                                                  |
| Arrières   | Demi d'ouverture       |                                                                                                  |
| Arrières   | Centre                 |                                                                                                  |
| Arrières   | Ailier                 | 13 Chamseddine Khalifa, 14 Haythem Chelli                                                        |
| Arrières   | Arrière                |                                                                                                  |